# خانه احزاب ایران
خانه احزاب ایران یک سازمان مردم‌نهاد در ایران است که در سال ۱۳۷۹ از احزاب قانونی ایران شکل گرفته و در تلاش است تا فاصلهٔ بین احزاب را کاهش دهد. خانه احزاب علاوه بر عضویت در کنفرانس بین‌المللی احزاب سیاسی آسیایی مورد حمایت دولت جمهوری اسلامی ایران است و سالانه، مبالغی را به عنوان کمک مالی به احزاب عضو پرداخت می‌نماید.

## دوره‌ها

### دوره نخست
| مقام         | نام | نام                   | آغاز تصدی        | پایان تصدی    | جایگاه حزبی     | حزب سیاسی              |
| ------------ | --- | --------------------- | ---------------- | ------------- | --------------- | ---------------------- |
| رئیس         |     | سید حسین موسوی تبریزی | ۱۷ اردیبهشت ۱۳۸۰ | ۲۱ خرداد ۱۳۸۲ | دبیرکل          | نمایندگان ادوار        |
| نایب‌رئیس اول |     | محمدرضا راه‌چمنی       | ۱۷ اردیبهشت ۱۳۸۰ | ۲۱ خرداد ۱۳۸۲ | دبیرکل          | حزب همبستگی            |
| نایب‌رئیس دوم |     | سید محسن یحیوی        | ۱۷ اردیبهشت ۱۳۸۰ | ۲۱ خرداد ۱۳۸۲ | قائم‌مقام        | جامعه اسلامی مهندسین   |
| منشی         |     | حسن غفوری‌فرد          | ۱۷ اردیبهشت ۱۳۸۰ | ۲۱ خرداد ۱۳۸۲ | دبیرکل          | جامعه اسلامی ورزشکاران |
| خزانه‌دار     |     | عباس شیبانی           | ۱۷ اردیبهشت ۱۳۸۰ | ۲۱ خرداد ۱۳۸۲ | عضو شورای مرکزی | پزشکان ایران           |

### دوره دوم
| مقام         | نام | نام               | آغاز تصدی     | پایان تصدی       | جایگاه حزبی     | حزب سیاسی              |
| ------------ | --- | ----------------- | ------------- | ---------------- | --------------- | ---------------------- |
| رئیس         |     | حسن غفوری‌فرد      | ۲۱ خرداد ۱۳۸۲ | ۲۸ اردیبهشت ۱۳۸۴ | دبیرکل          | جامعه اسلامی ورزشکاران |
| نایب‌رئیس اول |     | اسدالله بادامچیان | ۲۱ خرداد ۱۳۸۲ | ۲۸ اردیبهشت ۱۳۸۴ | قائم‌مقام        | مؤتلفه اسلامی          |
| نایب‌رئیس دوم |     | محسن رهامی        | ۲۱ خرداد ۱۳۸۲ | ۲۸ اردیبهشت ۱۳۸۴ | عضو شورای مرکزی | مدرسین دانشگاه‌ها       |
| منشی         |     | سهیلا جلودارزاده  | ۲۱ خرداد ۱۳۸۲ | ۲۸ اردیبهشت ۱۳۸۴ | عضو شورای مرکزی | حزب اسلامی کار         |
| خزانه‌دار     |     | احمد حکیمی‌پور     | ۲۱ خرداد ۱۳۸۲ | ۲۸ اردیبهشت ۱۳۸۴ | دبیرکل          | حاما                   |

### دوره سوم
| مقام         | نام | نام                   | آغاز تصدی        | پایان تصدی   | جایگاه حزبی     | حزب سیاسی              | فراکسیون   |
| ------------ | --- | --------------------- | ---------------- | ------------ | --------------- | ---------------------- | ---------- |
| رئیس         |     | سید حسین موسوی تبریزی | ۲۸ اردیبهشت ۱۳۸۴ | ۲ خرداد ۱۳۸۶ | دبیرکل          | مجمع مدرسین و محققین   | اصلاح‌طلبان |
| نایب‌رئیس اول |     | حسن غفوری‌فرد          | ۲۸ اردیبهشت ۱۳۸۴ | ۲ خرداد ۱۳۸۶ | دبیرکل          | جامعه اسلامی ورزشکاران | اصول‌گرایان |
| نایب‌رئیس دوم |     | امرالله شیخیانی       | ۲۸ اردیبهشت ۱۳۸۴ | ۲ خرداد ۱۳۸۶ | دبیرکل          | حزب مردم               | اصول‌گرایان |
| منشی         |     | سهیلا مدارایی         | ۲۸ اردیبهشت ۱۳۸۴ | ۲ خرداد ۱۳۸۶ | دبیرکل          | مشارکت‌های مردمی        | اصلاح‌طلبان |
| خزانه‌دار     |     | حسین کاشفی            | ۲۸ اردیبهشت ۱۳۸۴ | ۲ خرداد ۱۳۸۶ | عضو شورای مرکزی | جبهه مشارکت            | اصلاح‌طلبان |

### دوره چهارم
| مقام         | نام | نام                   | آغاز تصدی    | پایان تصدی  | جایگاه حزبی     | حزب سیاسی                   | فراکسیون   |
| ------------ | --- | --------------------- | ------------ | ----------- | --------------- | --------------------------- | ---------- |
| رئیس         |     | سید حسین موسوی تبریزی | ۲ خرداد ۱۳۸۶ | ۲۷ مهر ۱۳۸۸ | دبیرکل          | مجمع مدرسین و محققین        | اصلاح‌طلبان |
| نایب‌رئیس اول |     | حسین کاشفی            | ۲ خرداد ۱۳۸۶ | ۲۷ مهر ۱۳۸۸ | عضو شورای مرکزی | جبهه مشارکت                 | اصلاح‌طلبان |
| نایب‌رئیس دوم |     | محمدمهدی مظاهری       | ۲ خرداد ۱۳۸۶ | ۲۷ مهر ۱۳۸۸ | قائم‌مقام        | دانشگاهیان ایران            | اصول‌گرایان |
| منشی         |     | امیر اسلامی‌تبار       | ۲ خرداد ۱۳۸۶ | ۲۷ مهر ۱۳۸۸ | عضو شورای مرکزی | فارغ‌التحصیلان آذربایجان‌غربی | اصلاح‌طلبان |
| خزانه‌دار     |     | یدالله طاهرنژاد       | ۲ خرداد ۱۳۸۶ | ۲۷ مهر ۱۳۸۸ | عضو شورای مرکزی | کارگزاران                   | اصلاح‌طلبان |

### دوره پنجم
کمیسیون ماده ۱۰ احزاب قبل از مجمع عمومی دوره پنجم خانه احزاب که در مهرماه سال ۱۳۸۸ برگزار شد، ایراداتی از اساسنامه این تشکل صنفی گرفت و کار به جایی رسید که وزارت کشور حضور نماینده خود به عنوان ناظر قانونی انتخابات شورای مرکزی خانه احزاب را منوط بر اصلاح اساسنامه آن کرد. در نهایت نماینده وزارت کشور در مجمع عمومی خانه احزاب شرکت نکرد و کمتر از یکسال بعد یعنی در مرداد ماه ۱۳۸۹، معاون سیاسی وزارت کشور فعالیت این تشکل صنفی را رسماً غیرقانونی اعلام کرد. در سال ۱۳۹۰ هم خانه احزاب قصد داشت انتخابات شورای مرکزی دوره ششم خود را برگزار کند که وزارت کشور اجازه برگزاری آن را نداد و ساختمان خانه احزاب را به دلیل مشکلات قانونی پلمپ کرد. عبدالرضا رحمانی فضلی وزیر کشور دولت یازدهم در دی ماه ۱۳۹۲ علت تعطیلی خانه احزاب را این طور تشریح کرد که مجوز خانه احزاب از سال ۱۳۸۳ تمدید نشده است و وزارت کشور در این خصوص تقصیری نداشته است.
| مقام         | نام | نام             | آغاز تصدی   | پایان تصدی | جایگاه حزبی     | حزب سیاسی                 | فراکسیون   |
| ------------ | --- | --------------- | ----------- | ---------- | --------------- | ------------------------- | ---------- |
| رئیس         |     | حسین کاشفی      | ۲۷ مهر ۱۳۸۸ | مرداد ۱۳۸۹ | عضو شورای مرکزی | جبهه مشارکت               | اصلاح‌طلبان |
| نایب‌رئیس اول |     | محمدمهدی مظاهری | ۲۷ مهر ۱۳۸۸ | مرداد ۱۳۸۹ | قائم‌مقام        | دانشگاهیان ایران          | اصول‌گرایان |
| نایب‌رئیس دوم |     | نجفقلی حبیبی    | ۲۷ مهر ۱۳۸۸ | مرداد ۱۳۸۹ | دبیرکل          | مدرسین دانشگاه‌ها          | اصلاح‌طلبان |
| منشی         |     | محمدعلی تبرایی  | ۲۷ مهر ۱۳۸۸ | مرداد ۱۳۸۹ | دبیرکل          | دانش‌آموختگان استان گلستان | اصلاح‌طلبان |
| خزانه‌دار     |     | حسین کنعانی‌مقدم | ۲۷ مهر ۱۳۸۸ | مرداد ۱۳۸۹ | دبیرکل          | حزب سبز                   | اصول‌گرایان |

### دوره ششم
۲۱ خرداد ماه ۱۳۹۴ مجمع عمومی فوق‌العاده خانه احزاب برای اصلاح اساسنامه در وزارت کشور تشکیل شد و در این مجمع، احزاب تصمیم‌گیری کردند که از این پس به جای ۱۵ نفر، ۲۱ نفر بر روی صندلی‌های شورای مرکزی خانه احزاب تکیه بزنند. همچنین هر جریان به صورت مساوی از کرسی‌های خانه احزاب برخوردار شوند و جریان‌های اصول‌گرا، اصلاح‌طلب و اعتدال‌گرا، سه لیست ۷ نفره را برای شورای مرکزی انتخاب کنند. هر فراکسیون، ۲ کمیته در اختیار دارد اما فردی که فراکسیون آن، رئیس خانه احزاب است، ۳ کمیته از ۷ کمیته را دارد.
طبق قرعه‌کشی صورت گرفته، ریاست سال اول خانه احزاب به اصول‌گرایان، ریاست سال دوم به مستقلین و ریاست سال سوم نیز به اصلاح‌طلبان اختصاص دارد.
| مقام         | نام     | نام               | آغاز تصدی     | پایان تصدی    | جایگاه حزبی     | حزب سیاسی              | فراکسیون               |
| سال اول      | سال اول | سال اول           | سال اول       | سال اول       | سال اول         | سال اول                | سال اول                |
| ------------ | ------- | ----------------- | ------------- | ------------- | --------------- | ---------------------- | ---------------------- |
| رئیس         |         | حسن غفوری‌فرد      | ۲۶ مرداد ۱۳۹۴ | ۲۶ مرداد ۱۳۹۵ | دبیرکل          | جامعه اسلامی ورزشکاران | اصول‌گرایان             |
| نایب‌رئیس اول |         | حسین کمالی        | ۲ شهریور ۱۳۹۴ | ۲۶ مرداد ۱۳۹۵ | دبیرکل          | حزب اسلامی کار         | اصلاح‌طلبان             |
| نایب‌رئیس دوم |         | قدرتعلی حشمتیان   | ۲ شهریور ۱۳۹۴ | ۲۶ مرداد ۱۳۹۵ | دبیرکل          | مستقل و اعتدال         | مستقلین و اعتدال‌گرایان |
| منشی         |         | یدالله طاهرنژاد   | ۲ شهریور ۱۳۹۴ | ۲۶ مرداد ۱۳۹۵ | عضو شورای مرکزی | کارگزاران              | اصلاح‌طلبان             |
| خزانه‌دار     |         | علی‌اکبر مرتضوی    | ۲ شهریور ۱۳۹۴ | ۲۶ مرداد ۱۳۹۵ | دبیرکل          | جانبازان و ایثارگران   | مستقلین و اعتدال‌گرایان |
| سال دوم      |         |                   |               |               |                 |                        |                        |
| رئیس         |         | قدرتعلی حشمتیان   | ۲۸ مرداد ۱۳۹۵ | ۲۸ مرداد ۱۳۹۶ | دبیرکل          | مستقل و اعتدال         | مستقلین و اعتدال‌گرایان |
| نایب‌رئیس اول |         | سید شهاب‌الدین صدر | ۲۸ مرداد ۱۳۹۵ | ۲۸ مرداد ۱۳۹۶ | دبیرکل          | پزشکان ایران           | اصول‌گرایان             |
| نایب‌رئیس دوم |         | حسین کمالی        | ۲۸ مرداد ۱۳۹۵ | ۲۸ مرداد ۱۳۹۶ | دبیرکل          | حزب اسلامی کار         | اصلاح‌طلبان             |
| منشی         |         | حسین کنعانی‌مقدم   | ۲۸ مرداد ۱۳۹۵ | ۲۸ مرداد ۱۳۹۶ | دبیرکل          | حزب سبز                | اصول‌گرایان             |
| خزانه‌دار     |         | یدالله طاهرنژاد   | ۲۸ مرداد ۱۳۹۵ | ۲۸ مرداد ۱۳۹۶ | عضو شورای مرکزی | کارگزاران              | اصلاح‌طلبان             |
| سال سوم      |         |                   |               |               |                 |                        |                        |
| رئیس         |         | حسین کمالی        | ۲۸ مرداد ۱۳۹۶ | ۲۳ اسفند ۱۳۹۷ | دبیرکل          | حزب اسلامی کار         | اصلاح‌طلبان             |
| نایب‌رئیس اول |         | قدرتعلی حشمتیان   | ۲۸ مرداد ۱۳۹۶ | ۲۳ اسفند ۱۳۹۷ | دبیرکل          | مستقل و اعتدال         | مستقلین و اعتدال‌گرایان |
| نایب‌رئیس دوم |         | سید شهاب‌الدین صدر | ۲۸ مرداد ۱۳۹۶ | ۲۳ اسفند ۱۳۹۷ | دبیرکل          | پزشکان ایران           | اصول‌گرایان             |
| منشی         |         | احمد شریف         | ۲۸ مرداد ۱۳۹۶ | ۲۳ اسفند ۱۳۹۷ | دبیرکل          | هدا                    | اصلاح‌طلبان             |
| خزانه‌دار     |         | فهمیه خان‌محمدزاده | ۲۸ مرداد ۱۳۹۶ | ۲۳ اسفند ۱۳۹۷ | دبیرکل          | پیروان حضرت زینب       | اصول‌گرایان             |

### دوره هفتم
۲۳ اسفند ۱۳۹۷ مجمع عمومی خانه احزاب به منظور انتخاب اعضای شورای مرکزی برگزار شد اما انتخاب اعضای هیئت رئیسه به فروردین ۱۳۹۸ موکول شد. در این دوره نیز همچون دورهٔ قبل، هر یک از فراکسیون‌های سه‌گانه دارای ۷ کرسی در شورای مرکزی هستند و ریاست هیئت رئیسه در سال اول به فراکسیون اصول‌گرایان اختصاص یافت.
| مقام         | نام     | نام                  | آغاز تصدی       | پایان تصدی  | جایگاه حزبی     | حزب سیاسی      | فراکسیون               |
| سال اول      | سال اول | سال اول              | سال اول         | سال اول     | سال اول         | سال اول        | سال اول                |
| ------------ | ------- | -------------------- | --------------- | ----------- | --------------- | -------------- | ---------------------- |
| رئیس         |         | عبدالحسین روح‌الامینی | ۲۴ فروردین ۱۳۹۸ | در حال تصدی | عضو شورای مرکزی | توسعه و عدالت  | اصول‌گرایان             |
| نایب‌رئیس اول |         | حسین کمالی           | ۲ اردیبهشت ۱۳۹۸ | در حال تصدی | دبیرکل          | حزب اسلامی کار | اصلاح‌طلبان             |
| نایب‌رئیس دوم |         | قدرتعلی حشمتیان      | ۲ اردیبهشت ۱۳۹۸ | در حال تصدی | دبیرکل          | مستقل و اعتدال | مستقلین و اعتدال‌گرایان |
| منشی         |         | یدالله طاهرنژاد      | ۲ اردیبهشت ۱۳۹۸ | در حال تصدی | عضو شورای مرکزی | کارگزاران      | اصلاح‌طلبان             |
| خزانه‌دار     |         | مهدی پورنامداری      | ۲ اردیبهشت ۱۳۹۸ | در حال تصدی | دبیرکل          | مهستان         | مستقلین و اعتدال‌گرایان |